# North Wildwood
North Wildwood es una ciudad ubicada en el condado de Cape May en el estado estadounidense de Nueva Jersey. En el año 2010 tenía una población de 4.041 habitantes y una densidad poblacional de 734,73 personas por km².

## Geografía
North Wildwood se encuentra ubicado en las coordenadas 39°00′15″N 74°47′58″O / 39.00417, -74.79944.

## Demografía
Según la Oficina del Censo en 2000 los ingresos medios por hogar en la localidad eran de $32,582 y los ingresos medios por familia eran $46,250. Los hombres tenían unos ingresos medios de $32,986 frente a los $22,064 para las mujeres. La renta per cápita para la localidad era de $19,656. Alrededor del 11.7% de la población estaba por debajo del umbral de pobreza.